# Mer de Sibérie orientale
 (novembre 2013).
Si vous disposez d'ouvrages ou d'articles de référence ou si vous connaissez des sites web de qualité traitant du thème abordé ici, merci de compléter l'article en donnant les références utiles à sa vérifiabilité et en les liant à la section « Notes et références ».
La mer de Sibérie orientale (en russe : Восточно-Сибирское море) est une mer bordière de l'océan Arctique. Elle est comprise entre la côte de Sibérie au sud, l'archipel de Nouvelle-Sibérie au nord-ouest qui la sépare de la mer des Laptev et l'île Wrangel à l'est qui la sépare de la mer des Tchouktches.

## Géographie
L'Organisation hydrographique internationale définit les limites de la mer de Sibérie orientale de la façon suivante : 
- à l'ouest : de l’extrémité nord de l'île Kotelny (mys Anisiy) (76° 12′ 09″ N, 139° 08′ 12″ E), à travers l'île jusqu'au cap Medveji (74° 37′ 46″ N, 139° 07′ 22″ E) ; puis à travers l'île Petite Liakhov jusqu'au cap Vaguine (mys Vagina) sur l'île Grande Liakhov ; de là jusqu'au cap Sviatoï Nos (72° 52′ 30″ N, 140° 43′ 49″ E) sur la terre ferme ;

- au nord : la ligne joignant le point le plus au nord de l'île Wrangel (mys Evans) (71° 34′ 58″ N, 179° 34′ 24″ O) aux côtes septentrionales des îles De Long, y compris les îles Henriette, Jeannette et Bennett ; de là à l'extrémité nord de l'île Kotelny ;

- à l'est : depuis le point le plus septentrional de l'île Wrangel, à travers cette île jusqu'au cap Blossom (70° 47′ 00″ N, 178° 45′ 33″ E) et de là au cap Iakan  la terre ferme (69° 35′ 29″ N, 177° 28′ 02″ E).

Sa superficie est de 913 000 km2. Elle est prise dans les glaces la plus grande partie de l'année. Sa profondeur est inférieure à 50 m sur 70 % de sa superficie, sa plus grande profondeur est de 155 m. La côte qui la borde est généralement plate à l'ouest jusqu'à l'embouchure de la Kolyma et montagneuse à l'est. La température de l'air est de 0 à 2 °C en été (4 °C au sud) et de −30 °C en hiver.
Le port principal est Pevek. Celui d'Ambartchik se trouve près de l'embouchure de la Kolyma.

## Histoire

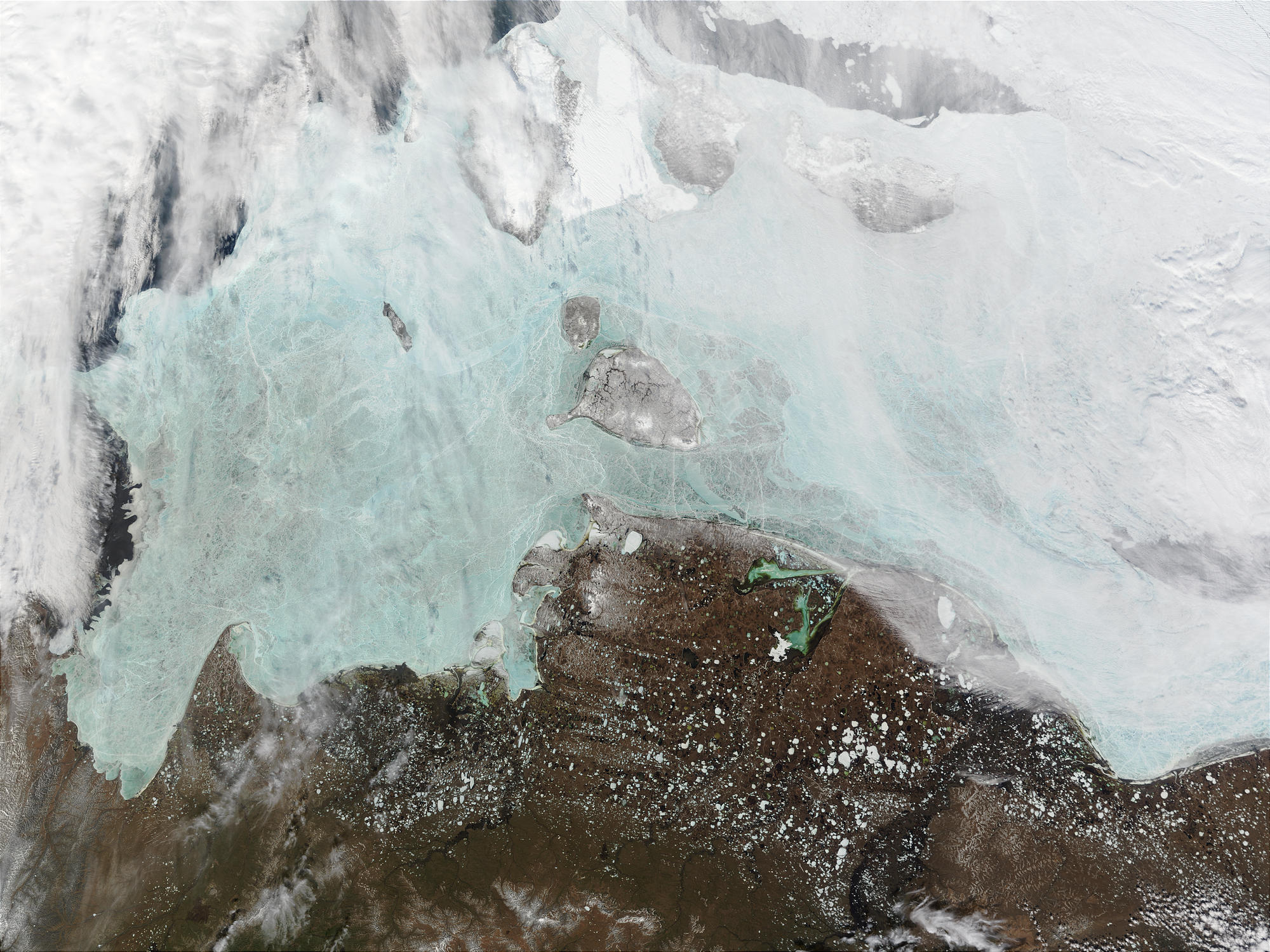
Vue satellite de la mer de Sibérie orientale (en hiver).

La mer fut découverte au XVIIe siècle par des navigateurs russes allant d'embouchure en embouchure. En 1648, Semion Dejnev et Fedot Alexeïev découvrirent la côte depuis l'embouchure de  la Kolyma jusqu'à celle de l'Anadyr, puis jusqu'au détroit de Béring. Une exploration et une cartographie systématique de la mer et de ses côtes furent menées dans le cadre d'une série d'expéditions en 1735-1742, 1820-1824, 1822, 1909 et 1911-1914.